# کریس براس
کریس براس (انگلیسی: Chris Brass؛ زادهٔ ۲۴ ژوئیهٔ ۱۹۷۵) بازیکن فوتبال اهل بریتانیا است.
از باشگاه‌هایی که در آن بازی کرده‌است می‌توان به باشگاه فوتبال یورک سیتی، باشگاه فوتبال تورکی یونایتد، باشگاه فوتبال بری، باشگاه فوتبال هاید، باشگاه فوتبال ساوتپورت، باشگاه فوتبال برنلی، و باشگاه فوتبال هروگیت تاون اشاره کرد.